# Betaendorfina
Beta-endorfina é um neurotransmissor endógeno encontrado tanto nos neurônios do sistema nervoso central quanto nos do sistema nervoso periférico. A β-endorfina é um peptídeo com o comprimento de 31 aminoácidos.
Seus efeitos principais ao ser lançado na corrente sanguínea (o que acontece por exemplo como consequência imediata de certos traumas físicos e através da atividade física) são diminuição da sensação dolorosa, e facilitação de sensações de relaxamento e bem-estar.
Encontra-se nos neurônios do hipotálamo, bem como na glândula pituitária. Foi descoberta na década de 1970 pelo laboratório de Avram Goldstein e tem efeitos anestésicos e viciantes similares aos da morfina e da codeína, pois tem afinidade bioquímica com o mesmo tipo de neurorreceptor que estas.
A β-endorfina também pode estimular o sistema imunológico e matar células cancerosas.
Após 30 minutos de atividade física, o organismo começa a liberar este hormônio que tem a função de adaptar o corpo ao esforço submetido, causando a sensação de bem-estar e elevando a frequência cardíaca da zona de treino aeróbio. 
Alguns estudos dizem que a β-endorfina é produzida também durante o ato sexual.
Os níveis de b-endorfinas no plasma e no LCR estão aumentados após TENS (Estimulação eléctrica transcutânea).